# 7 octobre 1914
Le mercredi 7 octobre 1914 est le 280e jour de l'année 1914.

## Naissances
- Alfred Drake (mort le 25 juillet 1992), acteur américain
- André Perraudin (mort le 25 avril 2003), archevêque et prêtre catholique
- Armonía Somers (morte le 1er mars 1994), écrivaine uruguayenne
- Gelsomino Girotti, joueur de basket-ball italien
- Georg von Metaxa (mort le 12 décembre 1944), joueur de tennis autrichien
- Hermann Hermannsson (mort le 28 août 1975), joueur islandais de football
- Josef František (mort le 8 octobre 1940), pilote de chasse tchèque
- Mihailo Lalić (mort le 30 décembre 1992), romancier de la littérature serbe-monténégrine
- Sarah Churchill (morte le 24 septembre 1982), actrice britannique

## Décès
- Gabriel Montoya (né le 20 octobre 1868), chansonnier, poète et auteur dramatique, docteur en médecine
- Juan Alais (né le 7 décembre 1844), guitariste argentin